# Patania jatingaensis
Patania jatingaensis is een vlinder uit de familie van de grasmotten (Crambidae). De wetenschappelijke naam van deze soort is voor het eerst gepubliceerd in 1989 door H. S. Rose en Jagbir Singh.
Deze soort komt voor in India (Meghalaya).